# Steve Ojomoh
Pas d'image ? Cliquez ici

a Compétitions nationales et continentales officielles uniquement.

b Matchs officiels uniquement.
Dernière mise à jour le 11 novembre 2021.
Steve Ojomoh, né le 25 mai 1970 à Benin City (Nigeria), est un joueur international anglais d'origine nigérianne de rugby à XV, jouant aux postes de troisième ligne centre ou troisième ligne aile. 
Il a joué avec l'équipe d'Angleterre de 1994 à 1998. 

## Biographie
Il a eu sa première cape internationale le 19 février 1994, à l’occasion d’un match du Tournoi des Cinq Nations contre l'équipe d'Irlande. Il a participé à la Coupe du monde 1995 (4 matchs).

## Statistiques en équipe nationale
- 12 sélections avec l'équipe d'Angleterre
- Sélections par année : 5 en 1994, 5 en 1995, 1 en 1996, 1 en 1998
- Tournois des Cinq Nations disputés : 1994, 1995, 1996

## Palmarès
- Angleterre
  - Vainqueur du Tournoi des Cinq Nations en 1995 (Grand Chelem)